# Suore del lavoro comune di Maria Immacolata
Le Suore del Lavoro Comune di Maria Immacolata (in polacco Zgromadzenie Sióstr Wspólnej Pracy od Niepokalanej Maryi) sono un istituto religioso femminile di diritto pontificio: le suore di questa congregazione pospongono al loro nome la sigla Z.S.N.M.

## Storia
Le origini della congregazione risalgono all'associazione delle donne lavoratrici di confessione cattolico-romana creata nel 1911 a Włocławek da Franciszka Rakowska.
Alla morte della Rakowska (1915) la guida della comunità passò a Wojciech Owczarek, che nel 1918 fu eletto vescovo suffraganeo di Włocławek: il 9 marzo 1920 Owczarek riunì alcune sodali dell'associazione in comunità religiosa, dando formalmente inizio alla congregazione.
La congregazione fu eretta in istituto religioso di diritto diocesano con decreto del vescovo di Włocławek, Stanisław Zdzitowiecki, del 27 ottobre 1922.

## Attività e diffusione
Le suore si dedicano all'assistenza ad anziani e ammalati, all'apostolato nelle parrocchie, alla catechesi; la loro legislazione si fonda sulla regola di sant'Agostino.
Oltre che in Polonia, sono presenti in Bielorussia, Germania e Regno Unito; la sede generalizia è a Włocławek.
Alla fine del 2008 la congregazione contava 223 religiose in 29 case.